# Dirachma
Dirachma Schweinf. ex Balf.f. è un genere di piante angiosperme dell'ordine Rosales, unico genere della famiglia Dirachmaceae Hutch..

## Tassonomia
Il genere comprende le seguenti specie:
- Dirachma socotrana Schweinf. ex Balf.f.
- Dirachma somalensis D.A.Link